# 1953 en Nouvelle-Écosse
Chronologie de la Nouvelle-Écosse
- 1949
- 1950
- 1951
- 1952
- 1953
- 1954
- 1955
- 1956
- 1957

Cette page concerne des événements d'actualité qui se sont produits durant l'année 1953 dans la province canadienne de la Nouvelle-Écosse.

## Politique
- Premier ministre : Angus L. Macdonald
- Chef de l'Opposition :
- Lieutenant-gouverneur : Alistair Fraser
- Législature :

## Naissances
- 15 février : Gerald Gordon Keddy (né à Bridgewater, Nouvelle-Écosse) est un homme politique canadien ; il est actuellement député à la Chambre des communes du Canada, représentant la circonscription néo-écossaise de South Shore—St. Margaret's depuis 2004 sous la bannière du Parti conservateur du Canada. De 1997 à 2004, il était député de South Shore pour le Parti progressiste-conservateur du Canada.

## Décès
- 5 mai : Jimmy Tompkins, prêtre.